# Heartbeat (Carrie Underwood)
Heartbeat è un singolo della cantante statunitense Carrie Underwood, pubblicato il 30 novembre 2015 come secondo estratto dal quinto album in studio Storyteller.

## Descrizione
Il brano è stato scritto dalla stessa interprete con Ashley Gorley e Zach Crowell, e prodotto da quest'ultimo. È composto in chiave di Re bemolle maggiore ed ha un tempo di 140 battiti per minuto. Il cantante Sam Hunt contribuisce ai cori della canzone.

## Pubblicazione
Il brano è stato inizialmente pubblicato in formato digitale il 9 ottobre 2015 come singolo promozionale per Storyteller, per poi essere inviato alle radio country statunitensi il 30 novembre successivo come secondo singolo estratto dal disco.

## Promozione
Carrie Underwood si è esibita con Heartbeat il 22 novembre 2015, in occasione degli American Music Awards, e sette giorni più tardi durante la dodicesima stagione di The X Factor. In seguito, l'ha presentato ai Grammy Awards 2016 insieme a Sam Hunt, con cui ha cantato anche Take Your Time.

## Accoglienza
Heartbeat è stata accolta positivamente da parte della critica specializzata. Will Hodge di Rolling Stone ha definito la voce di Carrie Underwood «dolce» e «liscia», elogiando il coinvolgimento vocale di San Hunt, che ha ritenuto «il perfetto contrappunto maschile» della cantante.

## Video musicale
Il video musicale, diretto da Randee St. Nicholas, è stato reso disponibile il 2 dicembre 2015.

## Tracce
1. Heartbeat – 3:29

## Successo commerciale
Nella settimana del 26 marzo 2016 Heartbeat ha raggiunto la vetta della Country Airplay, classifica radiofonica redatta dalla rivista Billboard, grazie ad un'audience pari a 45,6 milioni di ascoltatori, diventando la quattordicesima numero uno di Carrie Underwood ed espandendo così il suo record come donna ad averne accumulate di più in assoluto.

## Classifiche
| Classifica (2015-16) | Posizione massima |
| -------------------- | ----------------- |
| Canada               | 60                |
| Stati Uniti          | 42                |